# Thomas Harley
Thomas Harley (24 agosto 1730 – 1º dicembre 1804) è stato un politico britannico, che fu membro della Camera dei comuni per 41 anni, dal 1761 al 1802.

## Biografia
Era il quarto figlio di Edward Harley III conte di Oxford ed è stato istruito alla Westminster School.
Divenne assessore di Londra, sceriffo della City di Londra nel 1764 e lord sindaco di Londra nel 1767. Fu membro del parlamento per Londra dal 1761 al 1774, e poi per l'Herefordshire per il resto della sua vita.
Nel 1775 acquistò la tenuta di Berrington vicino a Eye, Herefordshire, dalla famiglia Cornewall e costruì Berrington Hall nel 1778–1781 al posto di una più vecchia casa. Ora è elencata come edificio di I grado.
Fu eletto sindaco di Shrewsbury dal 1784 al 1785 e nominato lord luogotenente del Radnorshire dall'aprile 1791 all'agosto 1804.
Morì nel dicembre 1804. Si sposò nel 1752 con Anne, figlia di Edward Bangham, assistente revisore dei conti di Aprest. Avevano 2 figli che morirono prima di lui e 5 figlie. Lasciò in eredità Berrington Hall a sua figlia Anne quando sposò George Rodney (1753-1802), figlio dell'ammiraglio George Brydges Rodney. Un'altra figlia, Martha, sposò George Drummond di Stanmore.
Harley Street a Londra prende il nome da Thomas.